# China Mobile
China Mobile Limited (кит. 中国移动通信 — Zhōngguó Yídòng Tōngxìn) — китайская телекоммуникационная компания, является крупнейшим оператором мобильной связи в мире (по количеству абонентов, которое на февраль 2023 года составляло 978,6 млн). В 2014 году вошла в рейтинги самых дорогих и влиятельных публичных компаний мира FT Global 500, ежегодно публикуемый газетой Financial Times, а также в Forbes Global 2000 (в 2022 году — на 31-м месте).

## История
Образована в 3 сентября 1997 году путём выделения из китайской государственной телекоммуникационной монополии China Telecom дочерних компаний Guangdong Mobile (провинция Гуандун) и Zhejiang Mobile (провинция Чжэцзян). В том же году акции China Mobile попали в листинги Нью-Йоркской и Гонконгской фондовых бирж. Первоначально компания называлась China Telecom (Hong Kong) Limited, в 2000 году название было изменено на China Mobile (Hong Kong) Limited, а в 2006 году упрощено до China Mobile Limited. В период с 1998 по 2004 год компании был передан ещё ряд активов, что позволило расширить покрытие мобильной связью до всех регионов страны. В 2006 году был куплен гонконгский мобильный оператор China Resources Peoples Telephone Company Limited.
В апреле 2008 года China Mobile начала испытание сетей третьего поколения (3G) в восьми городах (Пекин, Шанхай, Тяньцзинь, Гуанчжоу, Шэньчжэнь, Циньхуандао, Шэньян и Сямэнь), используя китайский стандарт TD-SCDMA (Time Division-Synchronous Code Division Multiple Access). Только пара исследовательских результатов, тем не менее, была доступна общественности.
23 мая 2008 года компания отчиталась о приобретении China Tietong на волне объединения промышленности.
7 января 2009 года China Mobile получила TD-SCDMA лицензию для расширения своего бизнеса в телекоммуникациях третьего поколения.
По состоянию на 2010 год China Mobile контролировала около 70 % китайского рынка, China Unicom — 20 % и China Telecom — 10 %.
В июле 2011 года заместитель генерального директора компании Чжан Чуньцзян был приговорён к смертной казни (с отсрочкой на два года) и конфискации имущества за получение взяток в размере $1,15 млн за период с 1994 по 2009 годы. Данные злоупотребления топ-менеджер допускал как до своего прихода в China Mobile, во время работы на государственных должностях, так и после.
В конце 2013 года американская корпорация Apple, после долгих лет переговоров, заключила контракт с China Mobile о поставках iPhone 5s и 5c. Также China Mobile стал официальным оператором нового iPhone 6 в Китае.
3 декабря 2013 года компания получила лицензию на создание сети четвёртого поколения 4G-LTE; на конец 2014 года эта сеть состояла из 720 тысяч базовых станций, которые обслуживали более 90 млн абонентов.
В июле 2014 года China Mobile вместе с компаниями China Unicom и China Telecom учредили совместное предприятие China Tower Corporation для строительства и обслуживания телекоммуникационных башен, к концу 2015 года ей были переданы на баланс башни всех трёх компаний. На март 2018 года доля China Mobile в этом совместном предприятии составляла 38 %. Также в 2014 году была куплена 18-процентная доля в таиландской телекоммуникационной компании True Corporation (входящую в CP Group).
В мае 2021 года акции компании были сняты с листинга Нью-Йоркской фондовой биржи. 5 января 2022 года компания провела размещение своих акций на Шанхайской фондовой бирже.

## Собственники и руководство
Контроль над China Mobile принадлежит китайскому правительству (Министерству информационных технологий Китая). Основной акционер China Mobile — государственная компания China Mobile Communications Group Company Limited, которая на 31 марта 2014 года непрямо имела акционерное участие приблизительно в 70 % через свои последовательно подчинённые дочерние компании China Mobile (Hong Kong) Group Limited и China Mobile Hong Kong (BVI) Limited. Остальные акции котируются на Гонконгской и Шанхайской фондовых биржах. Рыночная капитализация компании на март 2023 года составляла $180 млрд (первое место в мире среди компаний сотовой связи; второе — у компании Vodafone).

## Деятельность
China Mobile предоставляет услуги мобильной связи во всех провинциях и автономных районах КНР, а также в специальном административном регионе Гонконг. По состоянию на февраль 2023 года у компании было 978,6 млн абонентов мобильной связи (из них 639,1 млн абонентов 5G), а также 277,6 млн абонентов широкополосного интернета.
По состоянию на конец марта 2022 года общее количество абонентов мобильной связи компании составляло около 967 млн, включая 467 млн абонентов сети 5G. На конец 2022 года у компании насчитывалось 975 млн абонентов мобильной связи, а общее число пользователей услуг 5G составило 614 млн человек. По итогам 2022 года операционная выручка China Mobile составила 937,3 млрд юаней, увеличившись по сравнению с 2021 годом на 10,5 %; прибыль, относящаяся к акционерам, составила 125,46 млрд юаней (18,26 млрд долл. США), увеличившись на 8 % в годовом исчислении; выручка от услуг облачных вычислений достигла 50,3 млрд юаней, увеличившись на 108,1 % в годовом выражении.
|                     | 2001…  | 2006…  | 2011  | 2012  | 2013  | 2014  | 2015  | 2016  | 2017  | 2018  | 2019  | 2020  | 2021  | 2022  |
| ------------------- | ------ | ------ | ----- | ----- | ----- | ----- | ----- | ----- | ----- | ----- | ----- | ----- | ----- | ----- |
| Оборот              | 148,2… | 293,6… | 547,3 | 591,0 | 640,0 | 651,5 | 668,3 | 708,4 | 740,5 | 736,8 | 745,9 | 768,1 | 848,3 | 937,3 |
| Чистая прибыль      | 36,83… | 65,41… | 122,2 | 126,8 | 116,8 | 109,2 | 108,5 | 108,7 | 114,3 | 118,0 | 106,8 | 107,8 | 116,1 | 125,5 |
| Активы              | 274,9… | 495,4… | 991,9 | 1110  | 1223  | 1348  | 1428  | 1521  | 1522  | 1536  | 1629  | 1728  | 1841  | 1936  |
| Собственный капитал | 153,6… | 317,4… | 653,0 | 725,0 | 819,2 | 886,0 | 917,3 | 979,0 | 985,6 | 1052  | 1104  | 1149  | 1206  | 1297  |

### China Mobile в Гонконге
На внутреннем рынке Гонконга China Mobile работает под брендом Peoples, принадлежащем дочерней компании China Mobile Hong Kong Company.